# Parafia św. Macieja w Andrychowie
Parafia Świętego Macieja w Andrychowie – parafia rzymskokatolicka w dekanacie andrychowskim. Erygowana w 1325. Zabytkowy kościół parafialny został wybudowany w 1721 roku w stylu barokowym, następnie przebudowywany w latach 1838 i 1924–1929. Posiada wyposażenie barokowe.
W głównym ołtarzu świątyni znajduje się Obraz Matki Bożej Różańcowej, który został namalowany na zamówienie Salomei Anny Czernej z Nielepców w 1725 roku.
W latach 1722–1726 za aprobatą władzy kościelnej zostało założone przy andrychowskim kościele Bractwo Różańca Najsłodszego Imienia Jezus i Najświętszej Maryi Panny. Od tego czasu rozpoczęto w Andrychowie uroczyste świętowanie odpustu ku czci Matki Bożej Różańcowej – „Pani Andrychowskiej”, a obraz ten znajdował się w kaplicy różańcowej, w prawej nawie kościoła.
Potrzeba szerzenia kultu Matki Bożej czczonej w tym łaskami słynącym obrazie, wyraziła się w przeniesieniu wizerunku Matki Bożej Różańcowej do głównego ołtarza. Wydarzenie to miało miejsce w przeddzień październikowego odpustu parafialnego w 2005 roku, w asyście kapłanów dekanatu andrychowskiego pod przewodnictwem Stefana Koperka, prorektora Papieskiej Akademii Teologicznej w Krakowie, po misjach parafialnych prowadzonych przez księży ze zgromadzenia Zmartwychwstania Pańskiego w Krakowie. Kolejnym dziełem stały się nabożeństwa do Matki Bożej Różańcowej odprawiane w każdą środę po mszy wieczornej. Od pierwszej środy listopada 2006 r. do lutego 2011 r. zarówno Eucharystia jak i nabożeństwo transmitowane były przez lokalną rozgłośnię Twoje Radio Andrychów. Od tej pory wieczorna msza i środowe nabożeństwa z andrychowskiego kościoła św. Macieja transmitowane są przez katolickie Radio Anioł Beskidów. 21 czerwca 2025 odbyła się uroczystość koronacji obrazu Matki Bożej Różańcowej papieskimi koronami. Mszy św. przewodniczył bp Roman Pindel.

## Proboszczowie
Źródło:
- ks. Maciej Gruszczyński (1819–1844)
- ks. Stanisław Jurkowski (1845–1898)
- ks. Wawrzyniec Solak (1899–1922)
- ks. Klemens Tatara (1923–1959)
- ks. Stanisław Sikora (1960–1988)
- ks. Franciszek Skupień (1988–2003)
- ks. Stanisław Czernik (od 2003)